# Albert R. Schneeberger
Albert R. Schneeberger (París, 1877 - 19..) fou un escriptor, crític literari i catalanòfil francès.
A partir de 1910 treballà, en col·laboració amb Alfons Maseras, entre d'altres, en la preparació d'una antologia de poetes catalans, traduïts al francès (Anthologie des poètes catalans contemporains depuis 1854, choix de poèmes traduits), que es publicà finalment el 1922, a la casa Jacques Povolozky de París, dins de la col·lecció "Les Grandes Anthologies", dirigida per Alexandre Mercereau. Entre els autors traduits i antologats hi ha Joan Maragall, Josep Carner, Josep Maria de Sagarra, Josep Maria López-Picó, Joan Maria Guasch, Joan Alcover, Gabriel Alomar, Emili Guanyabens, Josep Pijoan, Francesc Pujols, etc.

## Obres
Obra pròpia
- La Dame aux songes, frontispice et trois poèmes. Paris : E. Sansot, 1906.
- Les profils. L'étoile, l'homme à la vision, le poète, le profil. Paris : E. Sansot et cie, 1907
- La Cité intérieure. Paris : l'Édition, 1909.
- La Mêlée. Lille : Mercure de Flandre, [s.d.] / 2ª ed. Lille : V. Bresle, 1929.
- Fornarine, roman. Paris-Lille : V. Bresle, 1932.
- Le peintre Jules Joëts... Lille-Paris : V. Bresle, 1933.
- Le Jardin de Béthanie. Monte-Carlo, Regain ; (Auxerre, Impr. universelle), 1951.

Antologies i traduccions del català
- Anthologie des poètes catalans contemporains depuis 1854, choix de poèmes traduits, précédés de notices bio et bibliographiques et d'un essai sur la littérature catalane depuis les origines. Les Grandes anthologies, collection universelle, publiée sous la direction d'Alexandre Mercereau. Paris : J. Povolozki, 1922
- Conteurs catalans, choix de nouvelles et contes des écrivains modernes de la Catalogne, précédés de notes bio-bibliographiques, par A. Schneeberger,... Bibliothèque de l'Union française. Collection de la Société d'édition "Raymond Lulle". Paris : Perrin, 1926.